# Йоп Зутемелк
Йоп Зутемелк (нід. Joop Zoetemelk, 3 грудня 1946) — нідерландський велогонщик.
Олімпійський чемпіон 1968 року в роздільній командній гонці.
Чемпіон світу з велоперегонів на шосе 1985 року в груповій шосейній гонці.